# Alexander Salkind
Alexander Salkind (Danzig, 1921. június 2. – Neuilly-sur-Seine, 1997. március 8.) orosz származású filmproducer. Apja, Michael Salkind szintén producer volt. Felesége Berta Dominguez D. mexikói író- és költőnő, akit az El Moderno Barba Azul (1946) című film forgatásán ismert meg. Egyetlen gyermekük, Ilya Salkind szintén producer lett. A  Kolumbusz, a felfedező (1992) című történelmi kalandfilm bukását követően Alexander Salkind visszavonult. Franciaországban hunyt el.

## Pályafutása

### A kezdetek
Alexander Salkind családja orosz származású volt, ő maga azonban Danzigban született. A város Gdańsk néven később Németországtól Lengyelországhoz került. Részben ezért Salkind olykor „hontalan”-ként beszélt saját magáról, aki végigutazta a világot, élete utolsó két évtizedét például főleg Londonban, Párizsban és Genfben töltötte. Alexander Berlinben nevelkedett. Négyéves volt, mikor édesapja, Michael Salkind producer irányításával elkészült A bánatos utca (1925) című némafilm, Georg Wilhelm Pabst alkotása Asta Nielsen és az akkoriban még ismeretlen Greta Garbo közreműködésével. Ezt követően a Salkind család előbb Párizsba, majd Havannába, végül Mexikóvárosba költözött. Mexikóban Alexander édesapja asszisztenseként dolgozott. Az 1940-es évek első felében úgy érezte, elegendő tapasztalatot gyűjtött ahhoz, hogy producerként tekintsen magára, és előálljon egy saját filmmel. Az El Moderno Barba Azul (A modern Kékszakáll, 1946) tulajdonképpen egy különleges sci-fi komédia volt, melynek főszerepét a neves komikus, Buster Keaton alakította. A forgatás időszakában Alexander megismerkedett Berta Dominguez D. mexikói író- és költőnővel. A szerelem hamar fellángolt közöttük, és nem sokkal az El Moderno Barba Azul amerikai premierje után Mexikóvárosban összeházasodtak. A következő évben megszületett egyetlen gyermekük, Ilya Juan Salkind Dominguez.
Az 1950-es években a Salkind család visszaköltözött Európába, ahol nemzetközi koprodukciókat  sikerült megvalósítaniuk. A Die Tochter der Kompanie (1953) a magyar származású Géza von Bolváry rendezésében készült, az Austerlitz (1960) pedig Abel Gance irányításával született meg. Utóbbi mű főszerepeit olyan kitűnő művészek játszották, mint például Pierre Mondy, Martine Carol, Claudia Cardinale, Vittorio De Sica, Jean Marais, Michel Simon, Jack Palance, Jean-Louis Trintignant és Orson Welles. Welles mint rendező is dolgozott Salkindék számára, amikor filmet forgatott Franz Kafka ismert regényéből: A per (1962) főszerepeit Anthony Perkins, Jeanne Moreau, Romy Schneider és maga a rendező alakították. Kitűnő szereposztás jellemezte a klasszikus spanyol író, Miguel de Cervantes élete alapján 1967-ben forgatott filmet is: a címszereplőt Horst Buchholz formálta meg, partnerei között volt Gina Lollobrigida, José Ferrer, Louis Jourdan, Fernando Rey és Francisco Rabal.

### A családi vállalkozás
Az 1960-as évek végén Ilya is bekapcsolódott a családi üzletbe. A fiatalember eredetileg ugyan színész szeretett volna lenni, ám hamar kiderült, hogy ahhoz nincs sok tehetsége. Falta viszont a filmeket, tizenéves korában állítólag hetente 12 filmet nézett meg a mozikban. Tulajdonképpen már a Cervantes forgatásán is részt vett, de inkább csak kisegítőként. Rövidesen egyre nagyobb részt vállalt a munkából. Állítólag ő javasolta édesapjának, hogy a következő produkciójukhoz szerződtessék le Kirk Douglast. A Jules Verne regénye alapján készült The Light at the Edge of the World (1971) című kalandfilmben Douglas mellett szerepet vállalt Yul Brynner, Samantha Eggar, Renato Salvatori, Massimo Ranieri és Fernando Rey is. Javarészt Budapesten forgatták az Alexander Salkind számára oly kedves Kékszakáll-téma újabb filmváltozatát, ezúttal Richard Burton főszereplésével. A Kékszakáll (1972) ugyan elég rossz kritikákat kapott, ám anyagi sikere lehetővé tette egy újabb látványos kalandfilm megvalósítását, amely Id. Alexandre Dumas A három testőr című népszerű regényének sokadik filmváltozata volt. Richard Lester rendező az 1970-es évek egyik legnagyobb sztárparádéját dirigálhatta: a fontosabb szerepeket Michael York, Oliver Reed, Richard Chamberlain, Frank Finlay, Charlton Heston, Christopher Lee, Raquel Welch, Faye Dunaway, Jean-Pierre Cassel, Geraldine Chaplin és Simon Ward játszották. A producerek úgy döntöttek, hogy eredeti tervükkel ellentétben nem egész estét betöltő, kétrészes filmként hozzák forgalomba az elkészült produkciót, hanem két önálló filmként küldik mozikba. Az ötlet bevált, mindkét rész – A három testőr, avagy a királyné gyémántjai (1973),  A négy testőr, avagy a Milady bosszúja (1974) – hatalmas sikert aratott az egész világon, ráadásul a kritikák is kedvezőek voltak. A Salkind família olyan üzleti vállalkozássá nőtte ki magát, amellyel immár komolyan számolni kellett a filmvilágban. A sikertörténetre ugyan némi árnyékot vet az a per, melyet a becsapott sztárok indítottak a producerek ellen, mivel ők csak egy film után kaptak gázsit, holott valójában kettőt forgattak velük. Az ügy a színészek győzelmével zárult. Innentől kezdve azonban a pereskedések a Salkind produkciók gyakori kísérőjelenségévé váltak.
1973 decemberében Michael Salkind elhunyt. Alexander és Ilya következő közös, nagyszabású vállalkozása a népszerű képregény, a Superman megfilmesítése volt. Az első két részt ismét egyszerre készítették. A munkára Richard Donnert kérték fel, aki le is forgatta az első filmet, és a második körülbelül ¾-ét, amikor Ilya lecserélte őt Richard Lesterre. Lester szinte semmit nem használt fel a második részhez Donner anyagaiból, hanem amire szüksége volt, újraforgatta. A harmadik részt ugyancsak Lester rendezte, ám az már csalódást okozott a rajongóknak, ezért Ilya eladta a jogokat a Cannon Films cégnek, és a negyedik epizód már ott készült el. Alexander Salkind az 1980-as években hivatalosan egyetlen produkcióban sem vett részt. Állítólag azonban ő állt a Where is Parsifal? (1983) című ironikus film elkészítésének hátterében, mivel a forgatókönyvet a felesége írta, aki egyben a női főszerepet is eljátszotta. Partnerei: Tony Curtis, Peter Lawford, Donald Pleasence és Orson Welles. Szó volt arról, hogy Alexander Salkind is közreműködik a Ki segít a Mikulásnak? (1985) című film gyártásában, amely Ilya produkciója volt, ám végül nem vett részt aktívan a munkában. Szerepe volt viszont Alejandro Jodorowsky A szivárványtolvaj (1990) című filmjének megszületésében, hiszen a forgatókönyvet ismét a felesége írta. A fontosabb szerepeket Peter O’Toole, Omar Sharif és Christopher Lee játszották. Alexander Salkind utolsó filmje a Kolumbusz, a felfedező (1992) volt, amely Amerika felfedezésének 500. évfordulójára készült, lényegében versenyben Ridley Scott jubileumi filmjével, amely az 1492 – A Paradicsom meghódítása címet kapta. A versengés vége az lett, hogy kereskedelmileg egyik produkció sem váltotta be a hozzájuk fűzött reményeket. Alexander Salkind számára ez akkora csalódást jelentett, hogy az idős férfi végleg visszavonult a szakmából. Ráadásul a Kolumbusz-film miatt saját fia és menye perelték be. Ilya szerint apja lényegében nem fizette meg a munkáját, felesége, Jane Chaplin pedig azt állította, hogy apósa tartozik neki 6,7 millió dollárral, melyet személyesen adott neki kölcsön a forgatás finanszírozásához. Az alperes arra hivatkozott, hogy hivatalosan Párizsban él, ezért nem állítható bíróság elé Kaliforniában, ráadásul a film elkészítésében részt vállalt cégek sem amerikai illetőségűek. A peres ügy miatt apa és fia eltávolodtak egymástól.  Két évvel később békültek ki, miután kiderült, hogy az idősebb Salkind leukémiás. Alexander Salkind 1997. március 8-án hunyt el a franciaországi Neuilly-sur-Seine-ben.

## Filmjei
- 1992 Kolumbusz, a felfedező (Christopher Columbus: The Discovery) (producer)
- 1990 A szivárványtolvaj (The Rainbow Thief) (executive producer) (nem szerepel a stáblistán)
- 1982 The Making of Superman II (tévéfilm) (producer)
- 1980 The Making of Superman: The Movie (tévéfilm) (producer)
- 1978 Superman (producer)
- 1976 Burzsoá bolondságok (Folies bourgeoises) (producer)
- 1974 A négy testőr, avagy a Milady bosszúja (The Four Musketeers) (producer)
- 1973 A három testőr, avagy a királyné gyémántjai (The Three Musketeers) (producer)
- 1972 Kékszakáll (Bluebeard) (producer)
- 1971 Kill! (producer)
- 1971 The Light at the Edge of the World (executive producer)
- 1967 Cervantes (producer)
- 1964 Ballad in Blue (executive producer)
- 1962 A per (Le Procès) (producer) (nem szerepel a stáblistán)
- 1961 A szabin nők elrablása (Il ratto delle sabine) (producer)
- 1960 Austerlitz (producer)
- 1958 Mon coquin de père (producer)
- 1953 Die Tochter der Kompanie (producer)
- 1946 El Moderno Barba Azul (producer)
- 1946 Sinfonía de una vida (producer) (Alejandro Salkind néven szerepel a stáblistán)
- 1945 Soltera y con gemelos (producer) (Alejandro Salkind néven szerepel a stáblistán)
- 1945 Marina (producer) (Alejandro Salkind néven szerepel a stáblistán)